# Argyrometra mortenseni
Argyrometra mortenseni is een haarster uit de familie Antedonidae.
De wetenschappelijke naam van de soort werd in 1917 gepubliceerd door Austin Hobart Clark.